# Marthe Wang Louzhi
Marthe Wang Louzhi est une laïque chinoise chrétienne, née vers 1812, exécutée le 29 juillet 1861 à Qingyian, près de Guiyang, dans la province de Guizhou.
Reconnue martyre catholique, elle est canonisée par le pape Jean-Paul II le 1er octobre 2000.

## Biographie
Marthe Wang est née vers 1812 à Zunyi, dans la province de Guizhou, en Chine. Elle se marie, et s'installe avec son mari dans une petite ferme, où ils cultivent les légumes. Mais elle ne peut pas avoir d'enfants, alors ils adoptent deux de leurs neveux. Son mari meurt peu après. Après la mort de son mari, Marthe Wang Louzhi ouvre une modeste auberge à proximité de Qingyan.
Elle est réputée pour son habileté à toutes sortes de travaux. Elle cuit les petits pains à la vapeur, les baozi, est aussi à l'aise pour le tissage du coton, et fabrique des sandales. Le catéchiste Faurie, futur évêque, remarque son honnêteté et son dévouement, et lui parle de la religion chrétienne. Marthe Wang Louzhi est émue et demande à être baptisée. Elle invite le P. Faurie pour un grand déjeuner avec une cinquantaine de parents et amis, veut lui offrir des vêtements et des poulets. S'étant montrée assidue au catéchisme et vivant bien selon la foi chrétienne, elle est baptisée le jour de Noël 1852,, et reçoit le prénom de Marthe, en référence à sainte Marthe, la sœur de Marie et de Lazare, pour son activité intense.
Marthe Wang Louzhi est envoyée par l'évêque à l'école des vierges. Elle y est chargée de la cuisine et du blanchissage,. Elle est envoyée ensuite dans un jardin d'enfants, où elle en prend grand soin, les lavant, les nourrissant, raccommodant leurs vêtements, et s'en occupe comme si c'étaient ses propres enfants,. Elle est ensuite la cuisinière du grand séminaire de Qingyan à partir de 1857, et y déploie son activité habituelle,.
Mais en 1861 le préfet ordonne la fermeture du séminaire. Deux séminaristes sont emprisonnés, ainsi qu'un cultivateur. Marthe leur apporte du courrier et de la nourriture. Lorsque les trois prisonniers sont emmenés pour être exécutés, un garde la menace de lui couper la tête aussi. Elle répond simplement que s'ils meurent, elle peut mourir aussi. Alors le chef des gardes la fait décapiter elle aussi. Elle meurt le 29 juillet 1861, jour de la Sainte Marthe,.

## Canonisation
Elle est reconnue martyre de la foi le 2 août 1908. Le pape Pie X la proclame bienheureuse le 2 mai 1909. Le pape Jean-Paul II la canonise (la proclame sainte) le 1er octobre 2000,.